# 殺必死

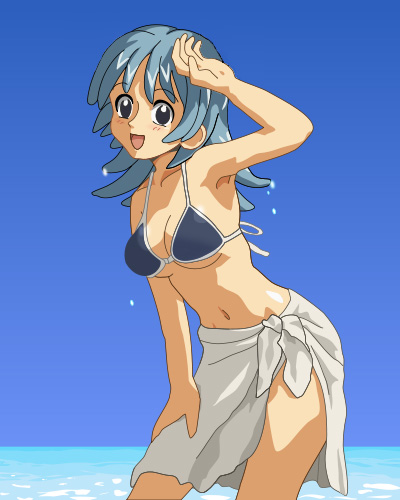
维基娘穿着泳装，这是一个典型的 "杀必死"的例子。

殺必死是一個被中文ACG界廣泛使用的詞語，多半是指在ACG作品原本的故事劇情以外，提供增加作品的娱乐性以吸引观众；又常被當成「福利」之同義詞。

## 語源
殺必死是源自對日文的音譯。然而在日文中，這個字本身是一個由英文「service」（服務）翻譯而成的外來語，其意思通常是指服務、折扣及優待。日文一詞即對應於中文「服務業」，另外亦指優惠折扣或是附帶贈品之意；例如在某商店買一送一，那這個「送一」就算是。即便「殺必死」一詞是由音譯而來，但是在使用上，原文中的意思比較像是一種優惠。當「殺必死」一詞在中文語境中使用時，多半是表示（fan service，愛好者優待）的意思。因此，當殺必死的概念藉由ACG傳到以英文為主流語言的國家中，就產生了「fan service」一字，以與表示服務的「service」一字作出區別。
在電影業界或ACG世界中，一般給愛好者的優待就是除了原本應該有的內容，另外再加上其它相關的內容；這些多出來的部份，就是所謂的殺必死。以電影來說，那些屬於額外多出來的膠捲，在日文裡稱為，直接翻譯為中文就是「殺必死的片段」。
在ACG界外，「サービス」一詞也因台灣日治時期，早已融入臺語與臺灣客家話中（台羅拼音：sa̋-bì-sù、四縣客拼：saˇ bi siiˋ），意思與原意差不多，都是優待、優惠和福利或好康等。

## 在日本的發展概況
以下的殺必死所指的是普遍的概念，即關於性方面的非劇情需求，也非一般正常日文中的說明。

### 概念出現
殺必死的概念早在1970年代出現。在永井豪那一世代的漫畫家出現的時候，日本漫畫就開始加入性與暴力的元素。而由庵野秀明監製的復刻版《Cutie Honey》，在概念上可以稱為1970年代的殺必死作品，因為女主角在變身時衣服會碎裂，女主角的裸體若隱若現的時候就滿足了觀眾的性需求。然而當時還沒有將此概念稱呼為，多是以「清涼畫面」稱之。

### 開始普及
到了1980年代，由於美少女作品的興起，加上大量意淫元素的誘導，殺必死的概念比1970年代更加普及。但是當時的漫畫家只是停留在偶爾「服務」讀者的程度，並不會在故事中大量使用。而且暴露的程度也不高，在當時露出胸部已經被認為是最大膽的舉動。而的稱呼也大約在此時出現。

### 初見式微
受到1988至1989年宫崎勤事件影響，1990年日本的有害圖書整肅運動規管整個ACG界，於是殺必死被迫收斂起來。除了少數二流漫畫有一些殺必死情節之外，就只剩下以成年人為讀者對象的「青年誌」。而且，殺必死的暴露程度是限於如比基尼泳衣這種少量的性感。

### 復興與深化
不過，赤松健的出現使這個情況起了很大的變化。赤松健在創作《電腦情人夢》時已經大量起用殺必死情節，創造了「主角意外引致殺必死」這個新概念；但是這部作品並不算成功，因此對ACG界影響不大。不過，由於赤松健之後同樣採用大量殺必死情節的作品《純情房東俏房客》取得非凡的成功，被認為是「九十年代末期至今的三大ACG主流題材」，因此使殺必死重新受到ACG界的關注，殺必死因此被「復興、普及、深化」。1995年的動畫《新世紀福音戰士》在每一集完結時的下集預告，葛城美里會說「下一回也是」作結；當中的被人認為是隱含「滿足觀眾的性需求」的意味，於是也就漸被ACG界所用，後來在中文裡產生「殺必死」一詞。

### 視為當然
直到現在，由於《純情房東俏房客》開了成功的先例，殺必死不但見於主流漫畫雜誌，也從服務演變成義務：過去觀眾會以「有的話會很幸福，沒的話就稍為失望」的心態去看殺必死，不會認為它是必須的；現在如果一部標榜為殺必死的作品，不是每一集都出現殺必死情節的話，就會受到觀眾的批評，因為殺必死已經被視為理所當然。同時，殺必死的暴露程度愈來愈高，甚至到了被批評為「低俗」的地步。

## 評價
殺必死被評論認為是告子名言「食、色，性也」的人性使然，也提到現今的殺必死如果在少年漫畫及電視頻道中失控，可能會導致ACG界被整肅的結局。另外也認為，一些根本無才華的漫畫家可能會因為作品中包括殺必死內容，將有才華的漫畫家擠出ACG界，使ACG界質素下降。
另外亦有評論指出，殺必死情節在一些似乎合理的理由下尚可接受，不過一些在OVA當中出現的情節——例如以研究為名去緊握女性的胸部——是「荒謬的」、或是「侮辱了智慧」。